# Торрес, Дара
Дара Грейс Торрес (Хоффман) (англ. Dara Grace Torres (Hoffman), род. 15 апреля 1967, Джупитер, Флорида, США) — американская пловчиха, четырёхкратная олимпийская чемпионка (все — в эстафете), четырёхкратный серебряный и четырёхкратный бронзовый призёр Олимпийских игр. Спортивное прозвище — «Ди-Ти» (англ. DT).
Только Торрес, советская гимнастка Лариса Латынина (9+5+4) и японский гимнаст Такаси Оно (5+4+4) имеют по 4 полных «комплекта» олимпийских наград. Входит в топ-20 спортсменов в истории Олимпийских игр по общему количеству наград (12).
Единственная американская пловчиха, принимавшая участие в пяти Олимпиадах (на протяжении 24 лет), и самый возрастной призёр в плавании в истории Олимпийских игр.
Из своих 13 олимпийских стартов за пять Олимпиад не сумела выиграть медаль лишь в одном: в 1988 году в Сеуле на дистанции 100 м вольным стилем заняла 7-е место.

## Биография
Хотя Дара родилась во Флориде, но выросла она в Беверли-Хиллз в Калифорнии. Её родители — еврейского происхождения: отец — Эдвард Торрес, девелопер недвижимости и владелец казино родом из Кубы; мать — Мэрилу Кодер, бывшая модель. У Дары Торрес есть 4 брата и 1 младшая сестра.
Торрес дважды была замужем, а в апреле 2006 года родила дочь, которую назвали Тесса Грейс (англ. Tessa Grace).
В 2005 году была включена в Международный еврейский спортивный зал славы.

### Торрес на летних Олимпийских играх
Зелёным выделены участия в финальных заплывах
| Дистанция                        | 1984 | 1988 | 1992 | 2000 | 2008 |
| -------------------------------- | ---- | ---- | ---- | ---- | ---- |
| 50 метров вольным стилем         | —    | —    | —    | 3    | 2    |
| 100 метров вольным стилем        | —    | 7    | —    | 3    | —    |
| 100 метров баттерфляем           | —    | —    | —    | 3    | —    |
| Эстафета 4×100 м вольным стилем  | 1    | 3    | 1    | 1    | 2    |
| Комбинированная эстафета 4×100 м | —    | 2    | —    | 1    | 2    |